# Långviken (Holmöns socken, Västerbotten, 708338-175132)
Långviken är en sjö i Umeå kommun i Västerbotten och ingår i Dalkarlsån-Sävaråns kustområde.